# Pocadicnemis
Genre
Synonymes
- Susarion O. Pickard-Cambridge, 1901

Pocadicnemis est un genre d'araignées aranéomorphes de la famille des Linyphiidae.

## Distribution
Les espèces de ce genre se rencontrent  en zone holarctique.

## Liste des espèces
Selon World Spider Catalog (version 26, 15/04/2025) :
- Pocadicnemis americana Millidge, 1976
- Pocadicnemis carpatica (Chyzer, 1894)
- Pocadicnemis jacksoni Millidge, 1976
- Pocadicnemis juncea Locket & Millidge, 1953
- Pocadicnemis occidentalis Millidge, 1976
- Pocadicnemis pumila (Blackwall, 1841)

## Systématique et taxinomie
Ce genre a été décrit par Simon en 1884 dans les Theridiidae.
Susarion a été placé en synonymie par Pickard-Cambridge en 1904.

## Publication originale
- Simon, 1884 : Les arachnides de France. Paris, vol. 5, p. 180-885 (texte intégral).